# Leuconycta diphteroides
Leuconycta diphteroides là một loài bướm đêm trong họ Noctuidae.